# Oulu (kraj)
Oulu (finsky Oulun lääni, švédsky Uleåborgs) byl jeden ze šesti finských krajů, které existovaly mezi roky 1997 a 2009. Ležel jižně od Laponska a severně od krajů Západní Finsko a Východní Finsko. Na východě pak hraničil s Ruskem a na západě s Botnickým zálivem.

## Historie
Kraj Oulu byl vytvořen roku 1775. Po Fredrikshamnském míru se ke kraji připojilo Laponsko a v roce 1922 také dnes ruské Petsamo. Laponsko se od Oulu odtrhlo v roce 1936.

## Regiony
Oulský kraj se dělil na dvě provincie:
- Severní Pohjanmaa
- Kainuu

Nachází se zde 50 obcí, největší z nich jsou Oulu a Kajaani.